# Dominique Jonard
Dominique Marie Jonard Giraud (L´Arbresle, Rhone, Francia, 1956 - Morelia, Michoacán, México, 2018) fue un artista plástico y cineasta francés, que se autonombró "franco-purépecha", radicado en México desde 1977. Su labor más reconocida fue la realización de cortometrajes de animación de manera colaborativa con niños de comunidades indígenas. Fue miembro del Sistema Nacional de Creadores del Fondo Nacional para la Cultura y las Artes (Fonca), con ¡Santo golpe! (1997) recibió el premio Ariel Especial de Plata en los Premios Ariel del cine mexicano, y el premio Eréndira (2007) como reconocimiento a su trayectoria.

## Llegada a México y primeros años
Dominique Jonard siendo muy joven aún se involucró en diferentes proyectos artísticos, especialmente vinculados al teatro y las artes plásticas. Estudió Bellas Artes en Lyon, Francia, pero fue en México donde se gestó su carrera como cineasta.
Llegó a México a sus 17 años de edad, buscando conocer y aprender de las culturas indígenas y sus tradiciones artísticas. En 1984 decidió establecerse en Michoacán, primero en Pátzcuaro y posteriormente en Morelia, donde permanecería hasta su muerte en 2018. 
Durante sus primeros años en la región, desarrolló actividades como artista plástico: pintó murales en comunidades y escuelas. También comenzó una labor colaborativa y artística con niñas y niños, a través de talleres de creación. Sobre todo se destaca el proyecto Hecho por niños que realizó a lo largo de varios años en el recién fundado Sistema Michoacano de Televisión, donde empezó a desarrollar una metodología colaborativa con los niños y niñas.

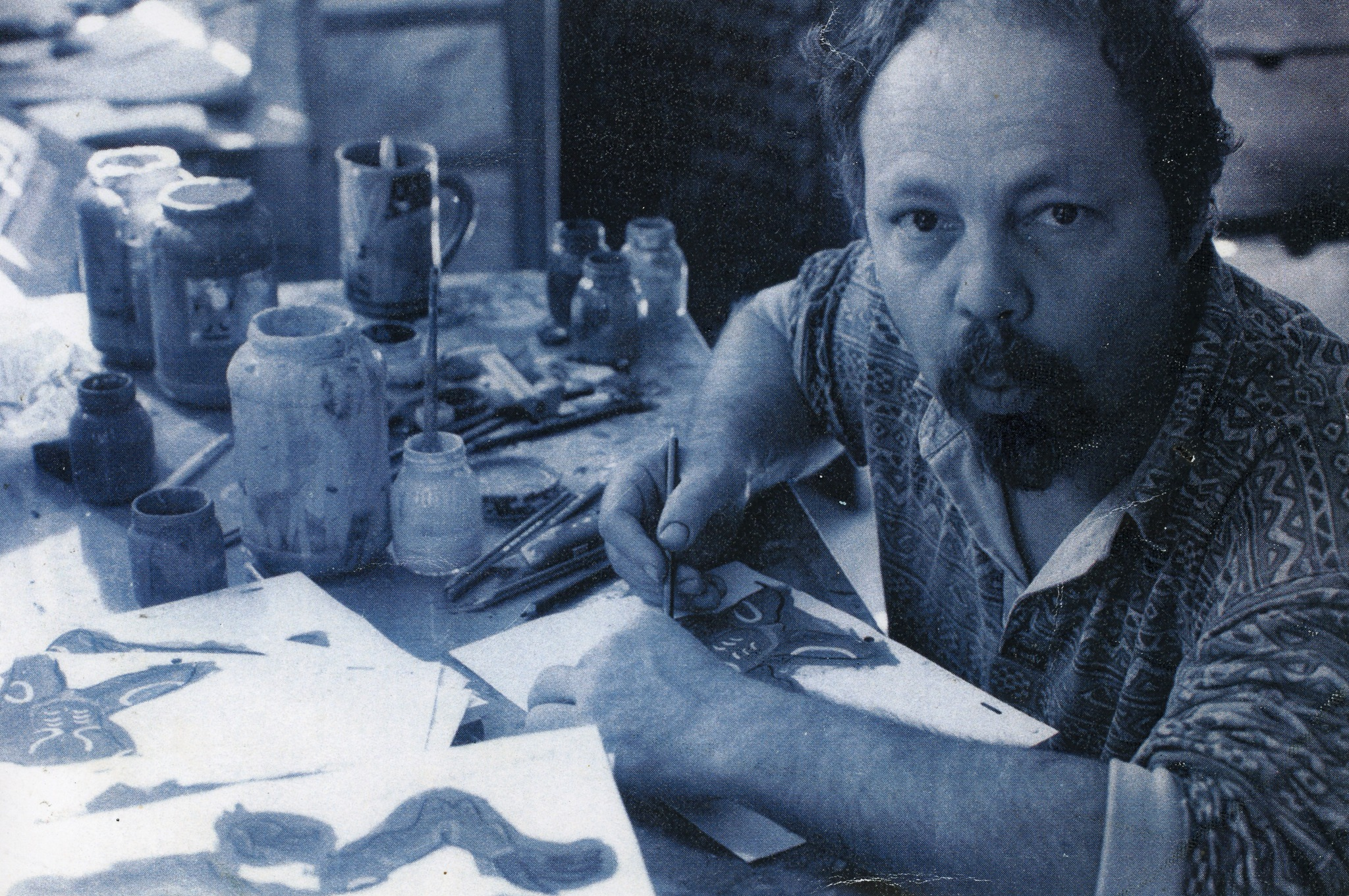
Dominique Jonard trabajando en su taller.

## Primeras animaciones
A finales de la década de los ochenta, Dominique Jonard, después de varias experiencias como tallerista con niñas y niños de comunidades indígenas purépechas, presentó al Instituto Nacional Indigenista (INI) una propuesta para filmar historias narradas desde la mirada, voz e imaginación de niños purépechas, tres animaciones en 16 mm a manera de stop motion. Fue así que se filmaron los tres cortos conocidos como Animación de tres cuentos infantiles purépechas (1990), bajo la producción del Archivo Etnográfico Audiovisual (proyecto audiovisual del INI). Con esas animaciones comenzó a apuntalarse la carrera cinematográfica de animación de Jonard. Su trabajo significó para el Archivo Etnográfico un giro importante en la investigación y metodología de creación audiovisual, pues se logró por primera vez la integración de la perspectiva de los niños. Las animaciones de Dominique Jonard significaron uno de los primeros cuestionamientos, desde el cine etnográfico, sobre la (auto) representación de los pueblos indígenas en los medios audiovisuales.

## Características de su cine de animación
A lo largo de su vida, Dominique Jonard desarrolló proyectos de animaciones colaborativas con infantes provenientes de diversas comunidades en México, principalmente indígenas, por ejemplo: Cherán, Pátzcuaro, Ihuatzio, Turicuaro, Maruata, y Morelia en Michoacán; Almincingo y Hueyapan en Morelos; Zinacantán en Chiapas; Chihuahua y Tijuana, en el norte del país.
Lo que destaca del cine de Jonard es la metodología colaborativa llevada a cabo en el proceso de producción: realizaba talleres con niños y niñas, a quiénes invitaba a contar historias o leyendas de comunidades sIhuatzious. A partir de ellas se crearon personajes que ellos mismos dibujaron y que el cineasta animaba después en su estudio. También eran los niños quienes daban voz a los diálogos de las historias. En los talleres el cineasta pretendía ser solo coordinador, respetando la perspectiva y narrativas de los niños y compartiendo la autoría de las historias.
La metodología de Dominique Jonard correspondía con su personalidad lúdica e intuitiva, a partir de lo cual logró crear espacios de juego y de confianza, donde las voces de infancias marginadas encontraron el lugar para contar historias que les eran cercanas en sus realidades.

## Filmografía
| Título y año                                                                          | Comunidad de producción                     | Premios o reconocimientos | Notas importantes                                |
| ------------------------------------------------------------------------------------- | ------------------------------------------- | --- | ------------------------------------------------ |
| Animación infantil de tres cuentos purépechas: El carero de don Chi (1990)            | Ihuatzio, Michoacán (purépecha)             | |                                                  |
| Animación infantil de tres cuentos purépechas: Itziguari, leyenda purépecha (1990)    | Uruapan, Michoacán (purépecha)              | |                                                  |
| Animación infantil de tres cuentos purépechas: Tembucha xepiti. El novio flojo (1990) | Pátzcuaro, Michoacán (purépecha)            | |                                                  |
| Aguas con el Botas (1994)                                                             | Maruata, Michoacán (nahuatl)                | |                                                  |
| Raramuri, Pie ligero (1995)                                                           | Mesa de la Yerbabuena, Chihuahua (rarámuri) | |                                                  |
| Desde adentro (1996)                                                                  | Albergue Tutelar de Morelia (reclusos)      | Primer lugar de Animación en Festival Internacional de Cine de La Habana, Cuba. Primer Lugar en Animación en el San Francisco International Film Festival. Premio especial del Jurado en el 2° Festival Internacional de Cine Familiar de Seúl, Corea del Sur |                                                  |
| Santo Golpe (1997)                                                                    | Zinacantan, Chiapas (tzotziles y tzeltales) | Premio Ariel Especial de Plata por Mejor Animación |                                                  |
| La Degenesis (1998)                                                                   | [Ocumicho, Michoacán]*                      | | Propuesta autoral (retoma elementos purépecha)   |
| Un brinco pa´allá (2000)                                                              | Tijuana-San Diego (migrantes)               | |                                                  |
| Un poquito de… (2003)                                                                 | Almincingo y Hueyapan, Morelos              | |                                                  |
| Hapunda (2005)                                                                        | [Pátzcuaro, Michoacán]                      | | Propuesta autoral (retoma una leyenda purépecha) |
| En busca del dios Dragón (2005)                                                       | [Morelia, Michoacán]                        | | Propuesta autoral-familiar                       |
| El doctor (2006)*                                                                     | [México- Estados Unidos]                    | | Productor                                        |
| Xáni Xépika (¡Este flojo!) (2008)                                                     | Turicuaro, Michoacán (purépecha)            | |                                                  |
| ¿Y el agua? (2009)                                                                    | Valle de Bravo, Estado. de México           | Ganador de Mejor Cortometraje de Animación en la Sección de Cortometraje Mexicano, FICM |                                                  |
| Un perro sueño (2009)                                                                 | [Morelia, Michoacán]                        | | Propuesta autoral-familiar                       |
| El talador arrepentido (2009)                                                         | San Miguel de Allende, Guanajuato           | |                                                  |
| R con R                                                                               |                                             | Premio como Mejor Cortometraje en el Festival de Cine Ambiental | Propuesta autoral                                |
| Por un desgarre (2011)                                                                |                                             | | Propuesta autoral                                |
| Son nuestros bosques (2014)                                                           | Cherán, Michoacán (purépecha)               | |                                                  |